# Concerto pour violon no 1 de John Williams
Pour les articles homonymes, voir Concerto pour violon no 1.
Le Concerto pour violon du compositeur américain John Williams est une œuvre peu connue mais pourtant représentative du lyrisme et de la richesse des orchestrations d'un compositeur qui a largement enrichi le répertoire symphonique de la musique de film avec, entre autres, Star Wars, E.T. l'extra-terrestre et Indiana Jones. C'est aussi le deuxième de ses nombreux concertos.

## Composition
Williams commence la composition en 1974 et la finit le 19 octobre 1976, il a entre-temps composé plusieurs bandes-originales (dont celle des Dents de la mer qui lui valut son deuxième oscar) ainsi qu'une comédie musicale. L’œuvre est créée pour la première fois en 1981, avec Peskanov (violon), Leonard Slatkin (direction), et le Saint Louis Symphony Orchestra. Il suit le schéma classique du concerto, en adoptant le schéma vif-lent-vif pour les mouvements. John Williams suit donc la tradition romantique, s'inspirant de ses prédécesseurs du XXe siècle tels Bartok, Walton, Prokoviev. Le concerto exploite toute l'étendue du violon, contenant beaucoup de passages virtuoses. Il est révisé en 1998, et cette nouvelle version est présentée par Gil Shaham, accompagné du Boston Symphony Orchestra sous la direction du compositeur.

## Orchestration
| Nomenclature du Concerto pour violon                                               |
| Cordes                                                                             |
| Premiers violons, seconds violons, altos, violoncelles, contrebasses               |
| Bois                                                                               |
| 2 flûtes, 2 hautbois, clarinettes, bassons (y compris contrebasson et cor anglais) |
| Cuivres                                                                            |
| 4 cors, 3 trompettes en ré, 3 trombones 1 tuba                                     |
| Percussions                                                                        |
| timbales, vibraphone, glockenspiel, cymbale, triangle, caisse claire               |
| Autres                                                                             |
| harpe                                                                              |

## Analyse

### Premier mouvement
- Moderato

Le mouvement débute par une mélodie jouée par le soliste presque sans accompagnement, le thème est mystérieux, voire envoûtant. Le violon couvre pratiquement deux octaves et demie en quelques mesures. Conduit par la flûte, l'orchestre répète alors le thème initial, tandis que le violon solo l'accompagne d'un contre-chant actif. Ce genre d'échange prévaut pendant tout le concerto. Un second thème énergique en doubles-croches, qualifié d'"enjoué" par le compositeur allège la palette de ce mouvement. L’œuvre continue par une cadence entièrement écrite par Williams, qui occupe sa place traditionnelle, puis amène l’œuvre à sa tranquille conclusion.

### Deuxième mouvement
- Adagio, en contemplation paisible

Celle-ci conduit à l'émouvant deuxième mouvement, dont l'accompagnement orchestral, avec son doux balancement, préfigure un passage presque frénétique dans la suite du même mouvement/ Le retour du thème principal, confié à une flûte solo avec un contre-chant au violon solo, illustre l'orchestration souple et finement ciselée du compositeur.

### Troisième mouvement
- Maestoso, presto

Le final, un clin d’œil à la fusion traditionnelle entre scherzo et rondo, débute par des accords dissonants retentissants, juxtaposés au rythme exultant de la partie soliste. Ce matériau revient sans cesse, alternant avec d'autres thèmes et souvent entrelacé de références aux deux premiers mouvements. Une coda fondée sur le passage rapide en style de scherzo conclut l’œuvre.

## Enregistrements
Il existe à ce jour trois enregistrements du concerto pour violon.
Le premier enregistrement date de 1983, l’œuvre est jouée par ses créateurs, accompagnés de London Symphony Orchestra
Le second date de 1999, Shaham en est le soliste, et est accompagné du Boston Symphony Orchestra dirigé par Williams.
Le troisième date de 2010, la soliste est Boisvert (super soliste du Detroit Symphony Orchestra), le chef est Slatkin, dirigeant le DSO.